# 联合国安全理事会第29号决议
《联合国安理会29号决议》是于1947年8月12日在联合国安全理事会第190次会议上一致通过的。
决议决定向联合国大会推荐也门和巴基斯坦为联合国会员国。